# Olubanke King-Akerele

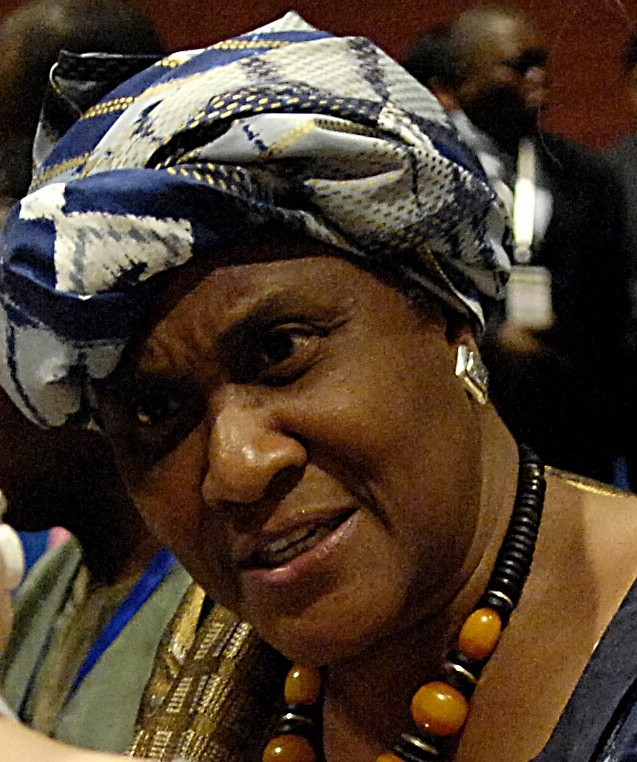
Olubanke King-Akerele (2008)

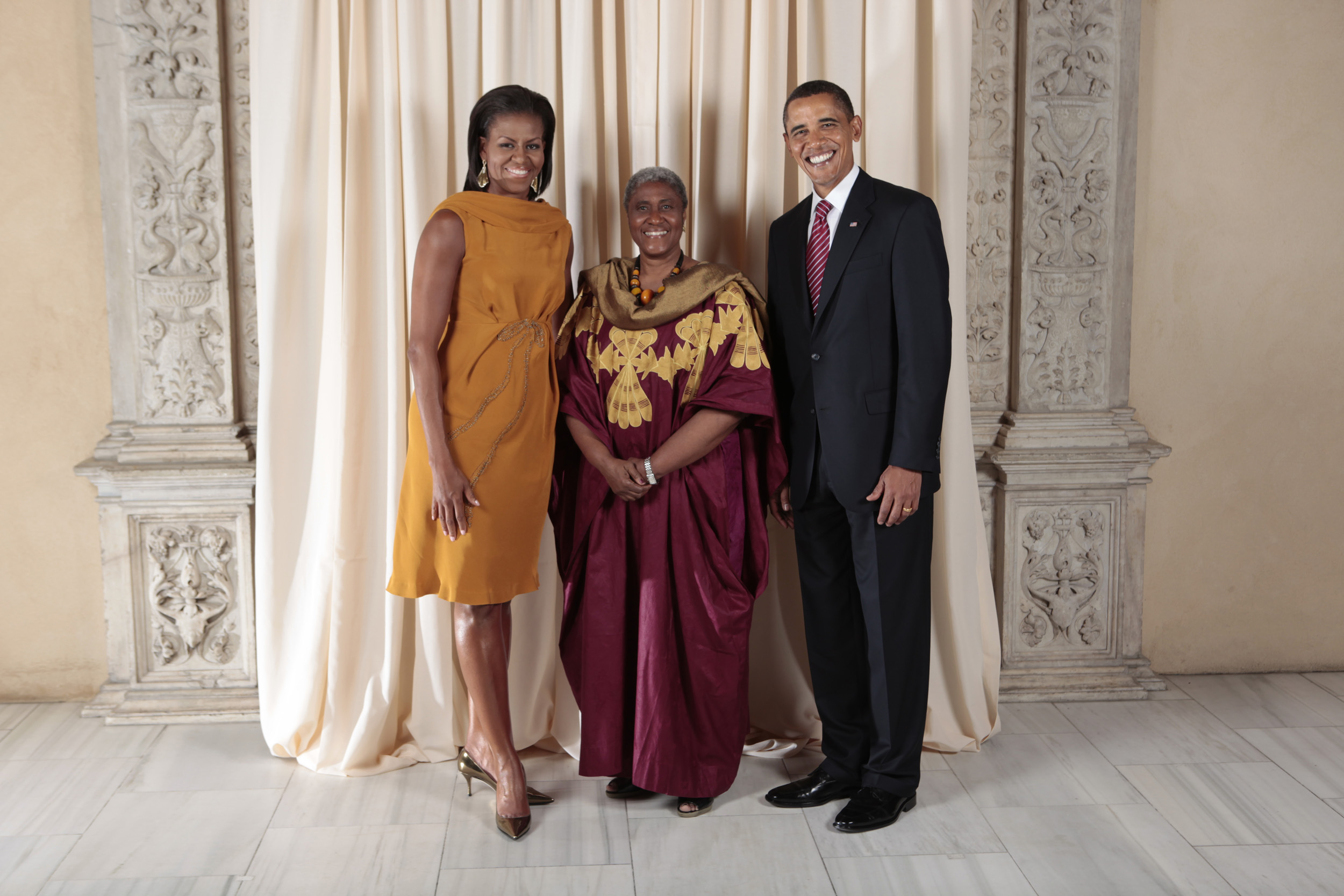
Gruppenbild mit der US-Präsidentenfamilie Obama (2009)

Olubanke King-Akerele (* 11. Mai 1946 in Liberia) ist eine international bekannte liberianische Politikerin. Sie war Wirtschaftsministerin ihres Landes und von 2007 bis 2010 Außenministerin in der Regierung Johnson-Sirleaf.

## Leben
Die  gebürtige Liberianerin Olubanke King-Akerele ist eine direkte Nachfahrin des 16. liberianischen Präsidenten Charles D. B. King, sie wurde am 11. Mai 1946 geboren. Sie absolvierte ein Studium (Schwerpunkte: Wirtschaft und Recht) an der nigerianischen University of Ibadan und an der Columbia University in den Vereinigten Staaten. Danach übernahm sie zahlreiche Aufgaben im Dienst der Vereinten Nationen.
In der Regierung der Präsidentin Ellen Johnson Sirleaf hatte sie zunächst das Wirtschafts-Ressort (Minister of Commerce and Industry) inne und löste dann bei einer Kabinettsumbildung im Herbst 2007 den langjährigen Außenminister George Wallace ab. Nach der Vereidigung im Oktober 2007 blieb sie bis zum 3. November 2010 Außenministerin der Republik Liberia, ihr Nachfolger wurde Toga G. McIntosh.